# Hemihyalea ochreous
Hemihyalea ochreous là một loài bướm đêm thuộc phân họ Arctiinae, họ Erebidae.